# Толстой, Илья Андреевич (губернатор)
Граф Илья́ Андре́евич Толсто́й (30 июля 1757 — 21 марта 1820, Казань) — государственный деятель Российской империи, тайный советник из рода Толстых, казанский губернатор в 1815—1820 годах. Дед писателя Льва Николаевича Толстого.

## Биография
Сын Андрея Ивановича Толстого, брат Фёдора Андреевича Толстого. Обучался в Морском корпусе, однако образование его было крайне поверхностно, так что в официальных документах он подписывался «брегадир» вместо «бригадир». Лев Толстой считал своего предка человеком глуповатым, склонным к аферам и прожектёрству. Черты Ильи Андреевича даны в «Войне и мире» добродушнейшему, непрактичному старому графу Ростову.

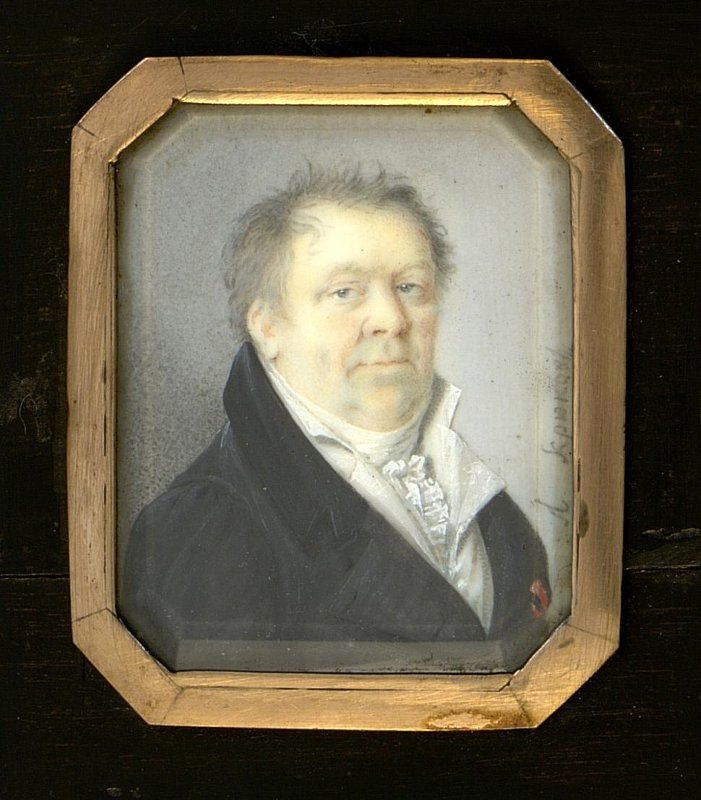
Портрет графа Ильи Андреевича Толстого 1815—1820 гг.

Служил гардемарином на флоте, впоследствии перешел в лейб-гвардию, в Преображенский полк. После женитьбы в 1791 году на богатой наследнице мог позволить себе выйти в отставку, что и сделал через два года с чином бригадира. Во время наполеоновских войн числился среди старейшин Английского клуба. По свидетельству дочери,

Желая всецело посвятить себя нашему воспитанию, наши родители только первые два года после женитьбы провели в шуме светской жизни. Мой отец оставил службу и без сожаления затворился в грустной деревенской жизни. Их обоюдная нежность, счастье, которого они ждали от детей, для которых они пожертвовали собою, — всё это скоро заставило их забыть о шумных и призрачных удовольствиях столицы.
Супруги Толстые владели поместьями в Тульской губернии (порядка 1200 душ) и московским особняком в Кривом переулке, между Тверской и Никитской, но предпочитали жить в Полянах, обширном имении в Белевском уезде, где местное дворянство избрало Илью Андреевича в судьи совестного суда. В 1803—1810 гг. он держал винные откупа в Калужской и Орловской губерниях и для поставки спиртного завёл в своих имениях три винокуренных завода.

Дед мой, Илья Андреевич, был <…> человек ограниченный, очень мягкий, весёлый и не только щедрый, но бестолково-мотоватый, а главное — доверчивый. В имении его, Белёвского уезда, Полянах, — не Ясной Поляне, но Полянах, — шло долго не перестающее пиршество, театры, балы, обеды, катания, которые, в особенности при склонности деда играть по большой в ломбер и вист, не умея играть и при готовности давать всем, кто просил, взаймы и без отдачи, а главное, затеваемыми аферами, откупами, кончились тем, что большое имение его жены всё было так запутано в долгах, что жить было нечем, и дед должен был выхлопотать и взять, что ему было легко при его связях, место губернатора в Казани.
— Из воспоминаний Льва Толстого
В Казани приезжий чиновник сразу не поладил с местным дворянством, которое принялось засыпать столицу жалобами на его «великие злоупотребления». Карьера графа Толстого закончилась весьма плачевно через 5 лет, когда прибывшие из Петербурга в качестве ревизоров сенаторы Кушников и Санти обнаружили незаконно сделанный им заём средств Приказа общественного призрения (5000 рублей) и недостачу вверенных ему сумм (9386 рублей). Причиной нарушений был объявлен «недостаток знания в должности правителя губернии».
Вскоре после своего отстранения от должности Илья Андреевич умер (подозревали самоубийство). Всего за ним числилось на тот момент до полумиллиона долгов. Похоронен на кладбище Кизического монастыря; на месте погребения — современный кенотаф.

## Семья

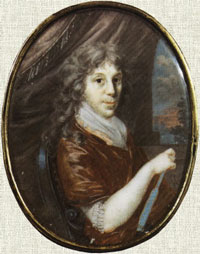
Графиня Пелагея Николаевна

Жена — княжна Пелагея Николаевна Горчакова (1762—1838), состоятельная наследница села Никольское-Вяземское, — вышла замуж «безнадёжной старой девой». По мнению Льва Толстого, «она была недалёкая, малообразованная, как все тогда, знала по-французски лучше, чем по-русски (и этим ограничивалось её образование), и очень избалованная». Изображена достаточно близко к оригиналу в повестях Толстого «Детство» и «Отрочество». В браке имела четверых детей:
- Николай (1794—1837), подполковник, отец Льва Николаевича Толстого;
- Александра (1795—1841), была выдана замуж (с 14 февраля 1813)[6] за барона Карла Ивановича Остен-Сакена (1787—1855), единоутробного брата канцлера Александра Михайловича Горчакова. Муж сошёл с ума и дважды покушался на жизнь беременной жены, которую привезли раненой в дом родителей. Ребёнок родился мёртвым, однако от Александры это скрывали, долгое время выдавая за её чадо дочь графского повара Парашеньку[7]. Утешения от своих несчастий Александра искала в религии, умерла в Оптиной пустыни.
- Пелагея (1797—1876), жена (с 1818 года) казанского полковника Владимира Ивановича Юшкова (1789—1869), брата Александра Ивановича Юшкова. С 1841 года — опекунша Льва Толстого, который с этого времени жил вместе с ней в Казани. Доживала свой век при монастыре в Туле.
- Илья (1802—1809), получил в младенчестве травму, от которой стал горбатым; умер, когда ему было не больше семи лет.

В доме Толстых также воспитывалась двоюродная племянница Пелагеи Николаевны — Татьяна Александровна Ергольская (1792—1874). Известна тем, что взяла на себя воспитание Льва Толстого после смерти его матери.